# المركز الأمريكي للأبحاث الشرقية
المركز الأمريكي للأبحاث الشرقية (ACOR-أكور) هو مؤسسة أكاديمية خاصة غير ربحية ومكتبة بحثية ونزل للطلبة والشباب. يقع المركز في عمان، الأردن. ويرَوج المركز لدراسة منطقة الشرق الأوسط وشمال أفريقيا، مع التركيز على الآثار في الأردن. المركز هو عضو في المدارس الأمريكية للبحث الشرقي (ASOR) ومجلس مراكز البحوث الخارجية الأمريكية (CAORC).

## التاريخ
تم إنشاء ACOR في عام 1968 باسم «المركز الأمريكي للأبحاث في عمان»، وهو مركز أبحاث دائم للأمريكيين الذين يعملون أو يدرسون في العالم العربي.
قام أولاً رودولف هـ. دورنيمان بإدارة المركز، ثم تلاه موراي نيكول. وأصبح المركز يدعى باسم «المركز الأمريكي للأبحاث الشرقية» في عام 1970. كان من أوائل مشاريع أكور التنقيب عن الكنيسة البيزنطية في الصويفية، عمان، من قبل المدير والأستاذ السنوي باستيان فان إلدرين في شراكة مع دائرة الآثار العامة في الأردن، كما أنه كان بمثابة دورة تدريب للطلاب الملتحقين بالجامعة الأردنية. في الفترة من 7 إلى 13 يونيو 1970، حاصر فان إلدرين والعديد من السكان أنفسهم في سكن أكور أثناء القتال بين منظمة التحرير الفلسطينية والقوات المسلحة الأردنية.ومن بعد ذلك تم تعيين موراي نيكول مديراً جديداً في عام 1970 ولكن تم منعه من العمل في المرحلة الثانية من الحرب في الأردن، لذا حل سيغفريد هـ. هورن بدلاً منه بناءً على طلب من السفارة الأمريكية في عمان، ثم هنري أو. تومسون. في عام 1975 كان جورج مندنهال مديرًا، يليه جيمس أ. ساوير من 1976-1981.
في عام 1976، تم إعادة تصميم المبنى، مضيفًا إقامة سكن لثمانية أشخاص ومكتبة مؤلفة من 1800 كتاب. في عام 1980 بدأت أكور شراكة مع الوكالة الأمريكية للتنمية الدولية (USAID) وحصلت على عقد لكتابة خطة مدتها خمس سنوات للتنمية الأثرية. في عام 1982، أصبح ديفيد ماكريري مديراً، وبدأت أكور في منح المنح الدراسية. انتقلت أكور إلى مبنى تم تصميمه خصيصًا لهذا الغرض في عام 1986، بتمويل جزئي من مكتب الوكالة الأمريكية للتنمية الدولية للمدارس والمستشفيات الأمريكية في الخارج ومراسم قص الشريط التي أقامها الامير محمد بن طلال. في عام 1988، تولى بيرت دي فريس منصب المدير، وخلفه بيير بيكاي في عام 1991. وبربارة أ. بورتر في عام 2006. ومن بين الموظفين الحاليين على المدى الطويل الطباخ محمد عدوي، المولود في قرية زكريا الفلسطينية، والذي عمل في هذا المجال لمدة عام بوجود أكور وكارمن أيوبي الذي أدار المكتبة منذ عام 1988.
كعضو في المدارس الأمريكية للبحث الشرقي (ASOR)، لديها سياسة صارمة بعدم المشاركة في السياسة وتتبع قواعد الأخلاق الأثرية.

## تنقيبات أكور البارزة
قادت أكور أو انضمت إلى العديد من المشاريع الأثرية والإصلاحية في المنطقة، أبرزها: عين غزال، معبد هرقل لقلعة عمان، آيلا في العقبة، باب الذراع، حسبان، حميمة، خربة إسكندر، مشروع مادبا الأثري، بيلا، مشروع كنيسة البتراء، معبد البتراء التابع لإدارة الموارد الثقافية للأسود المجنحة وأم الجمال.

## أرشيف صور أكور
في عام 2016، بدأت أكور مشروعًا مدته أربع سنوات لرقمنة الصور الفوتوغرافية للأردن والمناطق المحيطة بها والحفاظ عليها. الصور مكونة من ست مجموعات خاصة مختلفة وهي جزء من المشروع الذي تبرع به جورج باس وليندا جاكوبس والصحفي رامي جورج خوري وروبرت شيك وجين تايلور وتشارلز ويلسون. هذا المشروع متاح عبر الإنترنت على هذا الموقع (https://acor.digitalrelab.com/).

## برامج الزمالة في أكور
تقدم أكور برامج زمالة للطلاب من الأردن والولايات المتحدة ودول أخرى. وهي تشمل: زمالة الصندوق الوطني للعلوم الإنسانية.

## وصلات خارجية
- (مدونة أكور) ACOR Blog
- (جريدة أكور) ACOR Newsletters
- (موقع أكور الإلكتروني) ACOR Website
- (أرشيف صور أكور) ACOR Photo Archive